# Ercsi
Ercsi (deutsch Ertsching) ist eine Stadt im Kreis Martonvásár innerhalb des Komitats Fejér in Ungarn.

## Lage
Ercsi liegt südlich des Stadtgebiets von Budapest am Westufer der Donau. Zwei Kilometer westlich verläuft die Autobahn M6 nach Budapest.

## Stadtbild
Die römisch-katholische Pfarrkirche Mariä Himmelfahrt ließ Júlia Szapáry 1762–1767 im Stil des Spätbarock erbauen. Seit 1855 ist sie ein Marienwallfahrtsort.
Das Kloster Ercsi war eine in der zweiten Hälfte des 13. Jahrhunderts gegründete und 1482 geschlossene Zisterzienserabtei, von der keine Reste erhalten blieben.

## Persönlichkeiten der Stadt
- Siegfried von Wimpffen (1865–1929), † in Ercsi, österreichisch-ungarischer Adliger
- József Ónody (1882–1957), * in Ercsi, ungarischer Schwimmer
- Péter Baczakó (1951–2008), * in Ercsi, ungarischer Gewichtheber

## Einzelnachweise

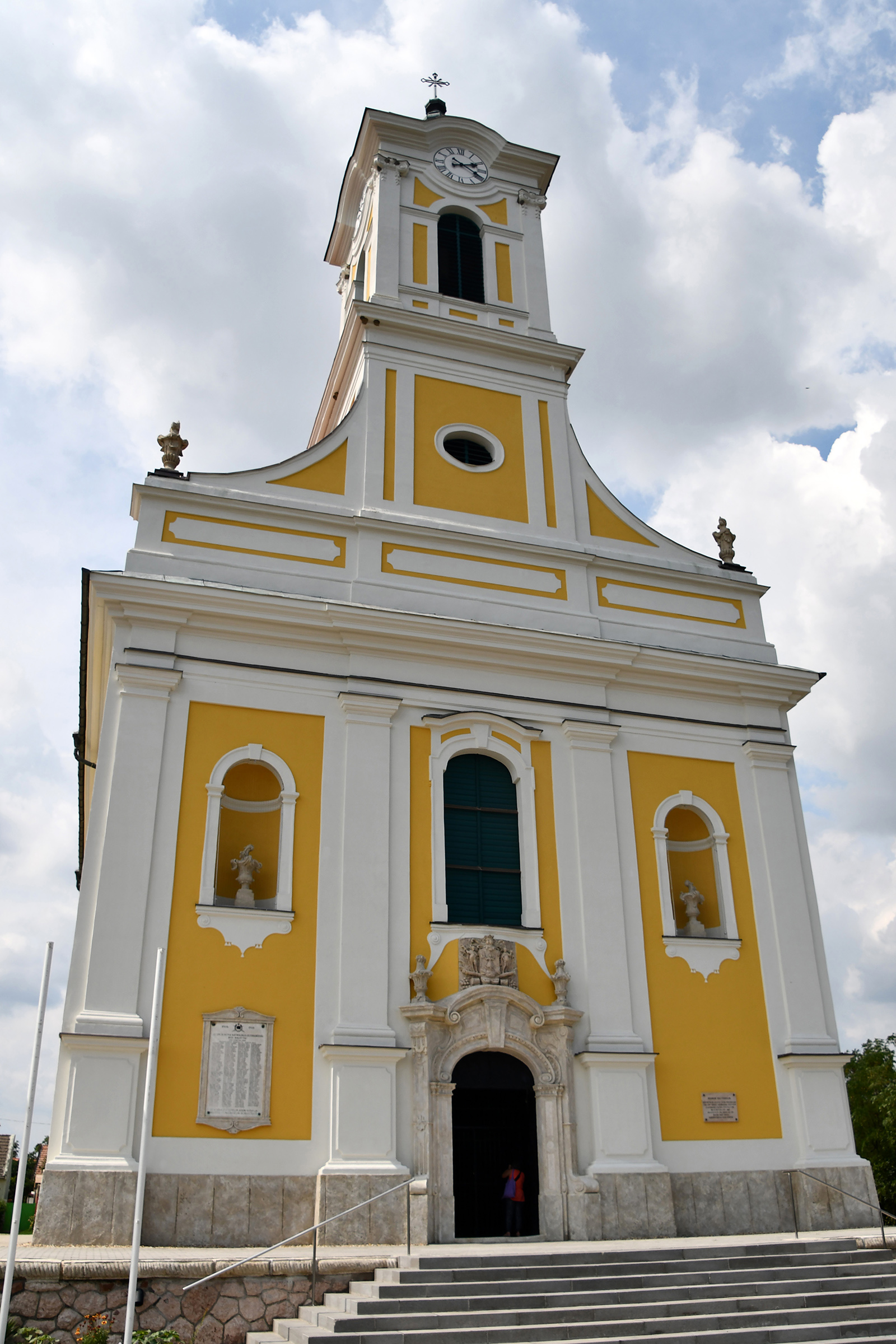
Kirche Mariä Himmelfahrt